# Добринівці
Добри́нівці — село в Україні, у Юрковецькій сільській громаді Чернівецького району Чернівецької області.
30 червня 1797 р. біля села відбулася єдина битва повстання Деніски.
Сучасне село Добринівці розташоване за 22 км на південний схід від районного центру м. Заставна. До найближчої залізничної станції Заставна — 16 км. Через село проходить шосейна дорога Чернівці — Ржавинці. Територія села становить близько 270 га.

## Історія села
Звідки пішла назва села Добринівці? Наші предки жили в урочищі «Граменці», про це свідчать залишки сторожової вежі «у могилі». На вежі підпалювали вогонь, щоб сповістити навколишні населені пункти про напад, ворога.
При нападі османів вони ховалися у лісах, на доброму місці. Добрим місцем схову під час нападу було сучасне місце нашого села.
Звідси і походить назва села Добринівці. Будинки будували із двома вхідними дверима: спереду і ззаду, щоб можна було втекти від раптового нападу сховатися у лісі. Колишнє село османи спалили і його жителі заснували нове село на доброму місці, село Добринівці. Це перша версія про назву нашого села, і друга назва пішла від того, що тут жили і живуть дуже добрі люди. Коли виникло наше село ніхто не знає. Але вперше село Добринівці згадується в історичних документах у 1636 році.
Заставнівщина, це той край, з якого
вийшло чимало відомих письменників, поетів, митців. Серед них — Іван
Діброва, псевдонім Гаврила
Васильовича Гордого. 21 липня 1881
року в селі Добринівці, у селянській
сім'ї він вперше побачив світ, тут
зробив перші кроки, навчався в
початковій школі. Тут відкрив для
себе красу рідного краю. Чорнівський
ліс зростив його і виплекав у ньому
талант письменника, навчив розуміти
і слухати. І тому його творчість
насичена палкою любов'ю до
знедолених селян, сповнена турботою
про долю рідного краю.
Хто читав його твори, той знову і
знову повертається до них, адже
справжня творчість робить наші душі
чистими і, звичайно, сильнішими.
Після закінчення Добриновецької
початкової школи Іван Діброва
вступив до Чернівецької учительської
семінарії, з якої 1903 року був
виключений за виступи проти
представників австро-угорської
влади.
Того ж року — потрапив до
Чернівецької в'язниці, з якої батько, продавши півфальчі землі, викупив
його. Після звільнення з тюрми Іван
Діброва, незважаючи на
переслідування, продовжує брати
активну участь у громадському житті
України.
Початок літературної діяльності Івана
Діброви припадає на 1903 рік. Писав
вірші, оповідання, новели, поезії в
прозі, критичні статті, які друкувалися
в різних Буковинських часописах — «Буковина», «Народне багатство», «Народний голос», «Промінь», «
Громадянин» та інші.
У своїх творах Іван Діброва
висвітлював злиденне життя
селянства, наростання протесту проти
соціального і національного гніту. Ці
проблеми порушувалися у віршах
«Весна іде», «Думка хлібороба», «І
день, і ніч працює хлоп», «Під весну», «В мужицькій хаті», «Спомин», «Орач», «Удвоє зігнутий він ходить за плугом», а також у новелах «За землю», «Великдень», «Сльози», «Щастя», «Весна», «Марта», «Побіда». Іван
Діброва писав і публіцистичні статті, зокрема: 2у пам'ять 47-х роковин
великого борця Тараса Шевченка", «Тарас Шевченко: його життя і
значення для народу».
У час Першої світової війни Іван
Васильович емігрував до Відня, де
редагував газети «Буковина» та
«Народний голос». Помер 6 червня
1917 року у Відні, де і похоронений, проживши лише 36 років.
Своєю творчістю письменник, завдяки
таланту є подвижником
демократичного напрямку розвитку
нашої Незалежної України.
Буковина входила тоді до складу Австрії. Бухенталі з'явилися на Буковині на початку XIX ст. Із актових джерел відомо, що 1806 р. власник с. Добринівці Іордахі Міло продав пану Добровольському фон Бухенталю село. Останній походив із с. Ліско в Галичині, а на Буковині осів завдяки одруженню з Анастасією Альбінець, представницею відомого боярського роду в Молдавії. Австрійський уряд підтвердив дворянство прибульця, додавши титул фон Бухенталь. Теодор фон Бухенталь став засновником цього роду на Буковині.
Родина Бухенталів володіла великим поміщицьким господарством, так званим табулярним маєтком. Його особливістю було те, що він розташовувався по обидва боки австрійсько-російського кордону. Одна частина господарства перебувала в с. Добринівці на території Австро-Угорщини, інша — на хуторі Грамешти (тепер Громівка, об'єднана із с. Ржавинці), який належав уже до Російської імперії. Така ситуація склалася після 1812 р., коли була проведена лінія австро-російського кордону і частина буковинських сіл, а з ними і маєтків опинилася на території різних держав. Такі маєтки визнавалися «обопільними», якщо вони розташовувалися на віддалі не більше однієї німецької милі 'від прикордонної лінії.
Одним із представників роду Бухенталів, власником «обопільного» маєтку в Добринівцях і був Константин Іванович Добровольський лицар фон Бухенталь (1842—1897 рр.). Про його життя відомо досить мало. Із матеріалів, які є в нашому розпорядженні, зокрема, некрологу в газеті «Буковинские ведомости» довідуємося, що він був «…властителем большой поселости в Добри-новцах. Походил из крещеньіх евреев, отличался незвичайними способностями, знал 5 живьіх язьїков, 2 ремесла и окончил юридический факультет. Но наибольшим мастерством явился он в области музики, зис кавши себе широку славу своими численними композициями на простонародних мотивах. Покойний вероиспове-дания православний, бул властиво человеком без народности, а к нашей народности относился всегда с симпатией».
У 1826році пан почав будувати церкву, а в 1827- відкрили, пан охрестився і взяв собі прізвище Добровольський.
Після смерті старого пана, його син починає будувати нове господарство, яке було розташоване недалеко церкви.
Господарство пана було надзвичайно велике: окремий будинок, який налічував багато кімнат, стайні, стодоли, млин (висота якого була 50 м, мав 24 вальці, за добу намелював 200ц борошна), кузня. Мав 10 пар коней, 2 брички, багато волів, корів, биків та іншої худоби. На території господарства була водогінна система, водопровід, наверху в лісі було три басейни, де збиралася вода, по трубах ця вода текла вниз до будинку, якою забезпечувався весь будинок пана, господарський двір, фонтан, озеро.
На подвір'ї був розміщений гарний фонтан, прикрашений різними фігурами, посеред озера знаходився острівок, на ньому стояла альтанка, де пани відпочивали, а з подвір'я до альтанки вів дерев'яний міст. На території двору містилась оранжерея, де росли такі декоративні та фруктові дерева, яких ніхто ніколи не бачив, привезені із-за кордону, з Австрії. Працювало у пана багато селян та слуг, для приїжджих був побудований спеціальний будинок, де вони жили. На території двору була пошта, телеграф, склепи (магазини), де люди купляли необхідний товар, тут торгували тютюном. Було три підвали, зверху засаджені декоративними деревами та кущами.
Все подвір'я було вимощене мармуровою плиткою.
Архітектори цей маєток порівнювали з маєтком графа Воронцова в Криму. Перша дружина пана Добровольського помирає і він одружується на сільській, дівчині Василині Мігалескул. В них народилося 4 дітей: Марина, Наталія, Євгенія. Микола.
З них одруженою була лише Марина, її чоловік був військовий. Вони мали сина. В усіх були будинки в Чернівцях. Марина жила в будинку № 1 по вулиці Федьковича.
Дві інші сестри жили в триповерховому будинку недалеко від резиденції університету.
Служили у них в служницях жінки з нашого села.
Пан Микола Добровольський (1876—1910 рр.) багато подорожував, побував у Франції, Австрії. Він мав першу на Буковині машину «Рено».
Пані жила з дочками в місті, але коли померла, то поховали її біля чоловіка, старожили розповідали, що процесія вийшла за нею аж до Голяка. Похована вона у склепі біля чоловіка. Микола Добровольський в 1910 році поїхав у Відень, там в казино промотав усі гроші. Після чого повернувся на Буковину. Мав дуже великі борги в угорському банку, тому він отруївся. В 1910 році був похований біля могил своїх дідуся, бабусі, батька і матері. Марина з чоловіком після смерті брата виїхали за кордон.
Євгенія та Наталія жили в Чернівцях десь до 60-х років, поки не померли. Добринівським маєтком керували управителі з угорського банку аж до 1918 року. З 1918 року це господарство купили пани єврейського походження Зінгери, які мали сина Бубія.
Вони також жили за рахунок земель. Мали свого жонса-агронома, майорка — бригадира.
В цей час в селі з'явилось 22 сім'ї євреїв. Це такі прізвища: Гефнер, Мортко, Дудель, Бравець, Кернер. Вони утримували в селі ліси, маслозавод, цегельний завод, ґуральню, три корчми., 4 склепи (магазини). Як і пани Зінгери ці сім'ї жили в селі з 1918 по 1941 роки.
У 1968 році в селі було збудовано Буди-нок культури, який досі працює. При ньому діють різні гуртки,  працює сільська бібліотека, проводиться обряд весілля, часто відбу-ваються концерти, танці.
Поруч з Будинком культури зведено пам'ятник загиблим воїнам-односельчанам, що захищали Батьківщину під час Німецько-радянської війни.

## Населення
Згідно з переписом УРСР 1989 року чисельність наявного населення села становила 1596 осіб, з яких 726 чоловіків та 870 жінок.
За переписом населення України 2001 року в селі мешкало 1527 осіб.

### Мова
Розподіл населення за рідною мовою за даними перепису 2001 року:
| Мова       | Відсоток |
| ---------- | -------- |
| українська | 99,35 %  |
| російська  | 0,59 %   |
| румунська  | 0,07 %   |

## Уродженці
- Діброва Іван (Гордий Гаврило Васильович, 1881—1917) — український письменник та публіцист.
- Костинчук Костянтин Ількович (1890 — † після 1947) — педагог, поручник артилерії УГА.